# A Marxizmus–Leninizmus Kis Könyvtára
A Marxizmus–Leninizmus Kis Könyvtára egy magyar nyelvű szocialista–társadalomtudományi könyvsorozat volt az 1940-es évek végén.

## Jellemzői
A magyarországi szocialista hatalomátvétel idejének könyvsorozata volt A Marxizmus–Leninizmus Kis Könyvtára, amely 20x14 cm-es kis piros kötetekben (esetenként inkább füzetekben) a marxizmus társadalomelméletének klasszikusai közül válogatott, így írások jelentek meg Karl Marxtól, Friedrich Engelstől, Georgij Valentyinovics Plehanovtól, Vlagyimir Iljics Lenintől. Néhány kötet szerzője a kortárs szovjet diktátor, Joszif Visszarionovics Sztálin volt.

## Részei
- 1. Lenin: Marx Károly és Engels Frigyes
- 2. Engels: A szocializmus fejlődése az utópiától a tudományig
- 3. Engels: Feuerbach és a klasszikus német filozófia felbomlása
- 4. Marx: Bérmunka és tőke
- 5. Marx: Bár, ár, haszon
- 6. Marx-Engels: A történelmi materializmusról (új, bővített kiadás)
- 7-8. Marx-Engels: A kommunista kiáltvány
- 9. Plechánov: A materialista történelemfelfogásról
- 10-11. Lenin: Kik azok a "népbarátok" és hogyan hadakoznak a szociáldemokraták ellen?
- 12. Plechánov: A személyiség történelmi szerepének kérdéséhez
- 13. Engels: A szakszervezetekről
- 14-15. Lenin: A szociáldemokrácia két taktikája a demokratikus forradalomban
- 16-17. Sztálin: A leninizmus alapjai
- 18. Sztálin: A dialektikus és a történelmi materializmusról
- 19-20. Lenin: "Baloldaliság" – a kommunizmus gyermekbetegsége
- 21-23. Marx: Osztályharcok Franciaországban 1848–1850-ig
- 24-25. Lenin: Állam és forradalom
- 26-27. Lenin: Az imperializmus, mint a kapitalizmus legfelsőbb foka
- 28-29. Lenin: A proletárforradalom és a renegát Kautsky
- 30-32. Lenin: Mi a teendő?
- 33-35. Lenin: Egy lépés előre, két lépés hátra
- 36. Sztálin: Leninről
- 37. Sztálin: Marxizmus és nemzeti kérdés
- 38. Lenin: A nemzetek önrendelkezési jogáról
- 39. Sztálin: A leninizmus kérdéseihez
- 40-41. Marx: Louis Bonaparte brumaire tizennyolcadikája
- 45-48. Lenin: Az irodalomról
- 49-51. Engels: A német parasztháború
- 52. Sztálin: A pártmunka fogyatékosságairól s a trockista és egyéb kétkulacsosok felszámolását célzó rendszabályokról
- 53. Sztálin: A Szovjet Szocialista Köztársaságok Szövetségének alkotmánytervezetéről
- 54. Sztálin: Anarchizmus vagy szocializmus?
- 55. Sztálin: A gazdasági vezetők feladatairól
- 56. Sztálin: A Komszomolról : szemelvények Sztálin műveiből
- 57-59. Lenin: A szociáldemokrácia agrárprogramja az 1905-1907-es első orosz forradalomban
- 60. Engels: Marx Károlyról
- 61-62. M. Glasser: A marxizmus-leninizmus klasszikusainak munkamódszeréről
- 63. Sztálin: A nyelvtudomány néhány kérdéséhez - Válasz az elvtársaknak
- 64-66. Marx: A "Tőke" első kötetéről
- 67-69. Sztálin: A sajtóról
- 70-72. Marx-Engels: Művészetről, irodalomról: gyűjtemény Marx és Engels műveiből és leveleiből
- 73-74. Sztálin: A Központi Bizottság politikai beszámolója a SZKP 16. kongresszusának : 1930. jún. 27.
- 75. Sztálin: A nők felszabadításáról
- 76. Sztálin: Beszéd a sztahanovisták első összszövetségi tanácskozásán : 1935 nov. 17.
- 77. Sztálin: Beszámoló a SZKbP Központi Bizottságának munkájáról a 18. pártkongresszuson : 1939 márc. 10.
- 78. Marx: Bevezetés a politikai gazdaságtan bírálatához
- 79-80. Sztálin: A békéért: gyűjtemény Sztálin elvtárs háború utáni nyilatkozataiból 1946-1952
- 81. D. Tiscsenko: A sztalini "Párttörténet" - a marxizmus-leninizmus alapismereteinek tárháza
- 82-83-84. Marx: A filozófia nyomora: válasz Proudhon úr "A nyomor filozófiája" című művére
- 85-86. Sztálin: A szocializmus közgazdasági problémái a Szovjetunióban
- 87. Sztálin: A vallásról
- 88-89. Marx: A politikai gazdaságtan bírálatához
- 90. Marx: A gothai program kritikája
- 91. Marx: A tőkés termelés előtti tulajdonformák